# Julie Johnson (film)
Pour les articles homonymes, voir Julie Johnson.
Pour plus de détails, voir Fiche technique et Distribution.
Julie Johnson est un film dramatique indépendant américain de 2001 réalisé par Bob Gosse. Il met en scène Lili Taylor, Courtney Love et Mischa Barton. Le film présente une musique originale d'Angelo Badalamenti ainsi qu'une bande sonore de Liz Phair.
Écrite par Bob Gosse et Wendy Hammond, l'intrigue se concentre sur une femme au foyer du New Jersey (Lily Taylor) qui, après s'être séparée de son mari, tombe amoureuse de son amie Claire (Courtney Love) et entame une relation avec celle-ci.
Julie Johnson fait ses débuts au festival du film de Sundance. Le film est projeté dans plusieurs festivals de cinéma à travers le monde entre 2001 et 2004 et apparaît sur le réseau Here TV.

## Synopsis
Julie Johnson, femme au foyer du New Jersey, est malheureuse et s'ennuie. Elle décide de suivre des cours d'informatique dans une université locale. La réaction peu compréhensive et verbalement violente de son mari l'incite à le quitter. Inspirée, son amie Claire se sépare à son tour son mari et, n'ayant nulle part où aller, emménage avec Julie, son fils et sa fille.
En vivant ensemble, Julie et Claire développent une relation plus profonde qu'une simple amitié. Les problèmes surgissent lorsque Julie, plongée dans ses études, se fait de nouveaux amis érudits et cultivés avec lesquels Claire ne s'entend pas.

## Distribution
- Lili Taylor : Julie Johnson
- Courtney Love : Claire
- Noah Emmerich : Rick Johnson
- Mischa Barton : Lisa Johnson
- Gideon Jacobs : Franky Johnson
- Spalding Gray : M. Miranda
- Donna Hanover (en) : Catherine Miranda
- Patrick Fitzgerlad : Mike

## Production
Julie Johnson est adaptée d'un scénario de Wendy Hammond.
Le tournage de Julie Johnson a lieu en juin 2000 à Fort Greene (Brooklyn) ainsi que dans le New Jersey.
Lili Taylor, choisie pour le rôle-titre, estime que son personnage est « essentiellement endormi, puis la tension monte et elle s'effondre. Cette histoire me rappelle le conte de fées intitulé La Jeune Fille sans mains, et pendant un certain temps, je l'ai imaginée sans mains, comme quelqu'un d'incomplet. ».
Courtney Love est motivée à jouer le rôle de Claire après avoir fait la connaissance de plusieurs personnes LGBT qui n'étaient pas encore sorties du placard. « J'ai grandi sur la Côte ouest avec des hippies, où si les gens étaient gays, ils étaient gays », se souvient Love en 2000. « Ce n'est pas grave. Mais il y a quelques années, quand j'ai commencé à être davantage projetée dans le courant dominant et à devoir composer avec les valeurs américaines dominantes sans vraiment les comprendre, j'ai commencé à rencontrer des personnes qui n'étaient pas encore sorties du placard, qui n'étaient pas résolues à le faire, et c'est la majorité des gens qui vivent dans ce pays. Et j'ai commencé à avoir beaucoup plus de compassion pour le fait qu'ils ne puissent pas faire leur coming out, parce que ce n'est pas si facile. ».

## Sortie et accueil

### Sortie
Julie Johnson est présenté en première au festival du film de Sundance le 26 janvier 2001.

### Accueil critique
Andy Bailey d'IndieWire juge le film « bien intentionné mais désastreusement exécuté », malgré les éloges faits quant aux performances des acteurs principaux.
Dennis Harvey de Variety salue les performances de Lili Taylor et Courtney Love, mais estime que le film est « un drame mou qui s'inspire entièrement de Will Hunting, puis y ajoute des clichés de téléfilms sur l'émancipation des femmes au foyer ».
Time Out écrit : « Il y a quelques moments doux et bouillonnants entre les deux femmes, alors que Taylor et Love donnent vie à un scénario improbable. Et malgré la fin pessimiste qui voit les mathématiques et la naissance des étoiles triompher du bonheur lesbien, c'est un conte chaleureux, bien qu'étrangement daté, d'émancipation féminine gagnée contre toute attente ».

### Récompenses
À la suite de sa sortie, le film obtient en 2001 le prix du jury du festival international du film gay et lesbien de Philadelphie (Philadelphia QFest).
La même année, Courtney Love remporte le prix de la meilleure actrice dans un long métrage au festival Outfest de Los Angeles.